# Telquis
Segons la mitologia grega, Telquis (grec antic: Τελχίς) va ser un rei de Sició, fill d'Èurops i net d'Egialeu, primer rei i fundador de Sició. El seu germà era Hermió, fundador de la ciutat d'Hermíona.
En la tradició transmesa per Apol·lodor, Telquis i Telxíon són dos herois que van lliurar el Peloponnès de la tirania del rei Apis, fill de Foroneu, que tot i ser un bon legislador governava amb una mà duríssima. Per haver mort Apis, Telquis va morir després a mans d'Argos Panoptes, el gegant de cent ulls.
Una altra versió, transmesa per Pausànias, diu que Telquis, rei de Sició, va ser succeït per Apis, el seu fill, i que més tard Telxíon, que era fill d'Apis, va ocupar el tron.